# Tarasteix
Tarasteix [taʁastɛks] est une commune française située dans le nord-ouest du département des Hautes-Pyrénées, en région Occitanie.
Sur le plan historique et culturel, la commune est dans l’ancien comté de Bigorre, comté historique des Pyrénées françaises et de Gascogne. Exposée à un climat océanique altéré, elle est drainée par le Lys, la Géline, la Barmale et par deux autres cours d'eau. La commune possède un patrimoine naturel remarquable composé de trois zones naturelles d'intérêt écologique, faunistique et floristique.
Tarasteix est une commune rurale qui compte 270 habitants en 2022, après avoir connu un pic de population de 604 habitants en 1806. Elle fait partie de l'aire d'attraction de Tarbes..

## Géographie

### Localisation
La commune de Tarasteix se trouve dans le département des Hautes-Pyrénées, en région Occitanie.
Elle se situe à 12 km à vol d'oiseau de Tarbes, préfecture du département, et à 9 km de Vic-en-Bigorre, bureau centralisateur du canton de Vic-en-Bigorre dont dépend la commune depuis 2015 pour les élections départementales.
La commune fait en outre partie du bassin de vie de Vic-en-Bigorre.
Les communes les plus proches sont : 
Montaner (2,8 km), Ponson-Debat-Pouts (2,9 km), Oroix (2,9 km), Siarrouy (3,6 km), Lagarde (3,6 km), Ponson-Dessus (3,8 km), Talazac (3,9 km), Pintac (4,0 km).
Sur le plan historique et culturel, Tarasteix fait partie de l’ancien comté de Bigorre, comté historique des Pyrénées françaises et de Gascogne créé au IXe siècle puis rattaché au domaine royal en 1302, inclus ensuite au comté de Foix en 1425 puis une nouvelle fois rattaché au royaume de France en 1607. La commune est dans le pays de Tarbes et de la Haute Bigorre.

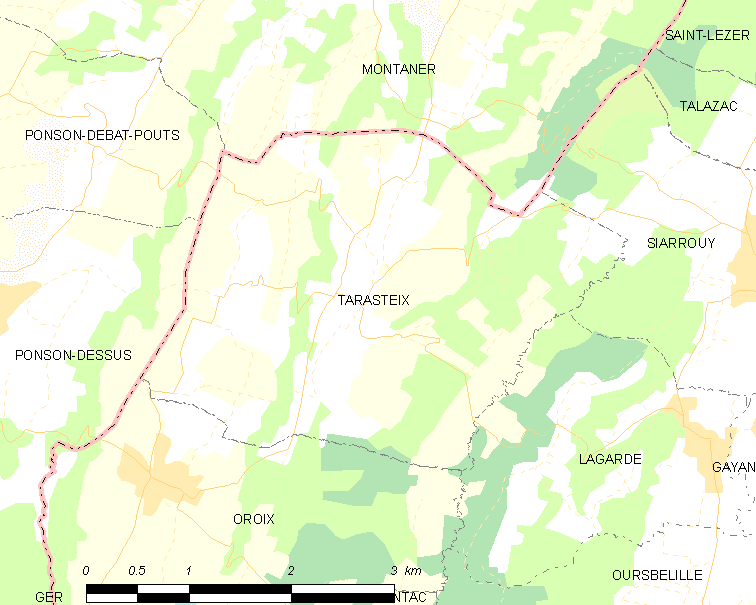
Carte de la commune de Tarasteix et des proches communes.

| Ponson-Debat-Pouts (Pyrénées-Atlantiques) | Montaner (Pyrénées-Atlantiques) | Siarrouy |
| Ponson-Dessus (Pyrénées-Atlantiques)      | Tarasteix                       | Lagarde  |
|                                           | Oroix                           |          |

### Hydrographie
La commune est dans le bassin de l'Adour, au sein du bassin hydrographique Adour-Garonne. Elle est drainée par le Lys, la Géline, la Barmale et par deux petits cours d'eau, constituant un réseau hydrographique de 9 km de longueur totale,.
Le Lys, d'une longueur totale de 29,6 km, prend sa source dans la commune de Ger et s'écoule vers le nord. Il traverse la commune et se jette dans l'Échez à Larreule, après avoir traversé 10 communes.
La Géline, d'une longueur totale de 20,8 km, prend sa source dans la commune d'Azereix et s'écoule du sud-ouest vers le nord-est. Elle traverse la commune et se jette dans le canal de Luzerte à Saint-Lézer, après avoir traversé 12 communes.
La Barmale, d'une longueur totale de 16 km, prend sa source dans la commune de Ger et s'écoule vers le nord. Elle traverse la commune et se jette dans Canal de Luzerte à Ger, après avoir traversé 6 communes.

### Climat
Le climat est tempéré de type océanique, en raison de l'influence proche de l'océan Atlantique situé à peu près 150 km plus à l'ouest. La proximité des Pyrénées fait que la commune profite d'un effet de foehn, il peut aussi y neiger en hiver, même si cela reste inhabituel.
| Mois                              | jan.  | fév.  | mars  | avril | mai   | juin  | jui.  | août  | sep.  | oct.  | nov.  | déc.  | année   |
| --------------------------------- | ----- | ----- | ----- | ----- | ----- | ----- | ----- | ----- | ----- | ----- | ----- | ----- | ------- |
| Température minimale moyenne (°C) | 0,6   | 1,3   | 2,7   | 5,2   | 8,3   | 11,6  | 14,1  | 13,9  | 11,7  | 8     | 3,6   | 1,3   | 6,9     |
| Température moyenne (°C)          | 5,3   | 6,1   | 7,8   | 10    | 13,3  | 16,7  | 19,3  | 19    | 17,2  | 13,3  | 8,5   | 5,8   | 11,9    |
| Température maximale moyenne (°C) | 9,9   | 11    | 12,9  | 14,8  | 18,3  | 21,7  | 24,5  | 24    | 22,6  | 18,6  | 13,4  | 10,4  | 16,8    |
| Ensoleillement (h)                | 108,8 | 118,8 | 155,6 | 157,2 | 181,3 | 191,5 | 215,5 | 196,4 | 194,5 | 164,4 | 124,4 | 104,4 | 1 912,8 |
| Précipitations (mm)               | 112,8 | 97,5  | 100,2 | 105,7 | 113,6 | 80,7  | 57,3  | 70,3  | 71    | 85,2  | 93    | 112,1 | 1 099,4 |

### Milieux naturels et biodiversité
L’inventaire des zones naturelles d'intérêt écologique, faunistique et floristique (ZNIEFF) a pour objectif de réaliser une couverture des zones les plus intéressantes sur le plan écologique, essentiellement dans la perspective d’améliorer la connaissance du patrimoine naturel national et de fournir aux différents décideurs un outil d’aide à la prise en compte de l’environnement dans l’aménagement du territoire.
Deux ZNIEFF de type 1 sont recensées sur la commune :
le « bois des collines de l'ouest tarbais » (3 095 ha), couvrant 13 communes dont deux dans les Pyrénées-Atlantiques et 11 dans les Hautes-Pyrénées et 
le « réseau hydrographique de l'Échez » (392 ha), couvrant 26 communes dont trois dans les Pyrénées-Atlantiques et 23 dans les Hautes-Pyrénées
et une ZNIEFF de type 2, : 
le « plateau de Ger et coteaux de l'ouest tarbais » (6 409 ha), couvrant 26 communes dont six dans les Pyrénées-Atlantiques et 20 dans les Hautes-Pyrénées.

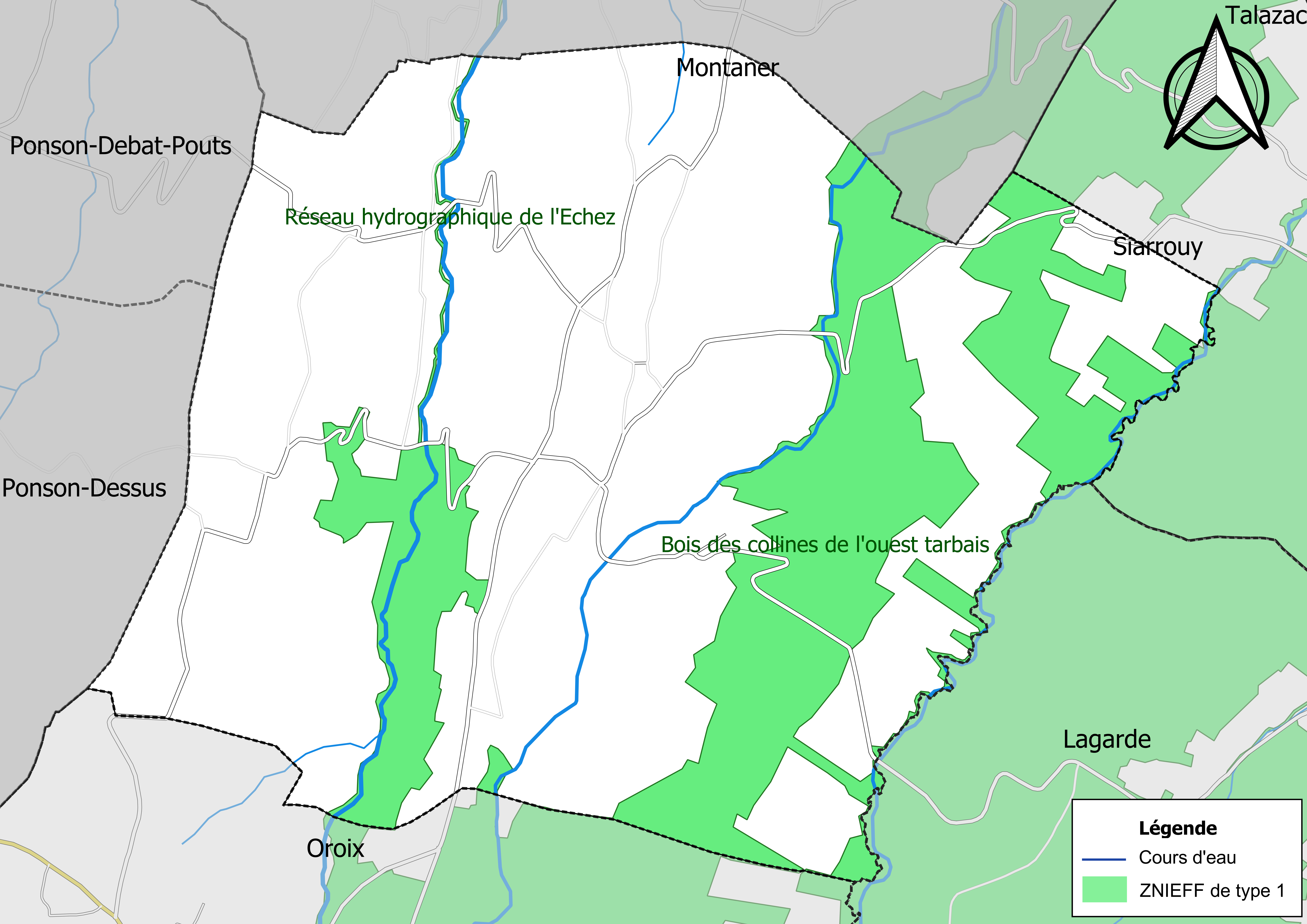
Carte des ZNIEFF de type 1 sur la commune.
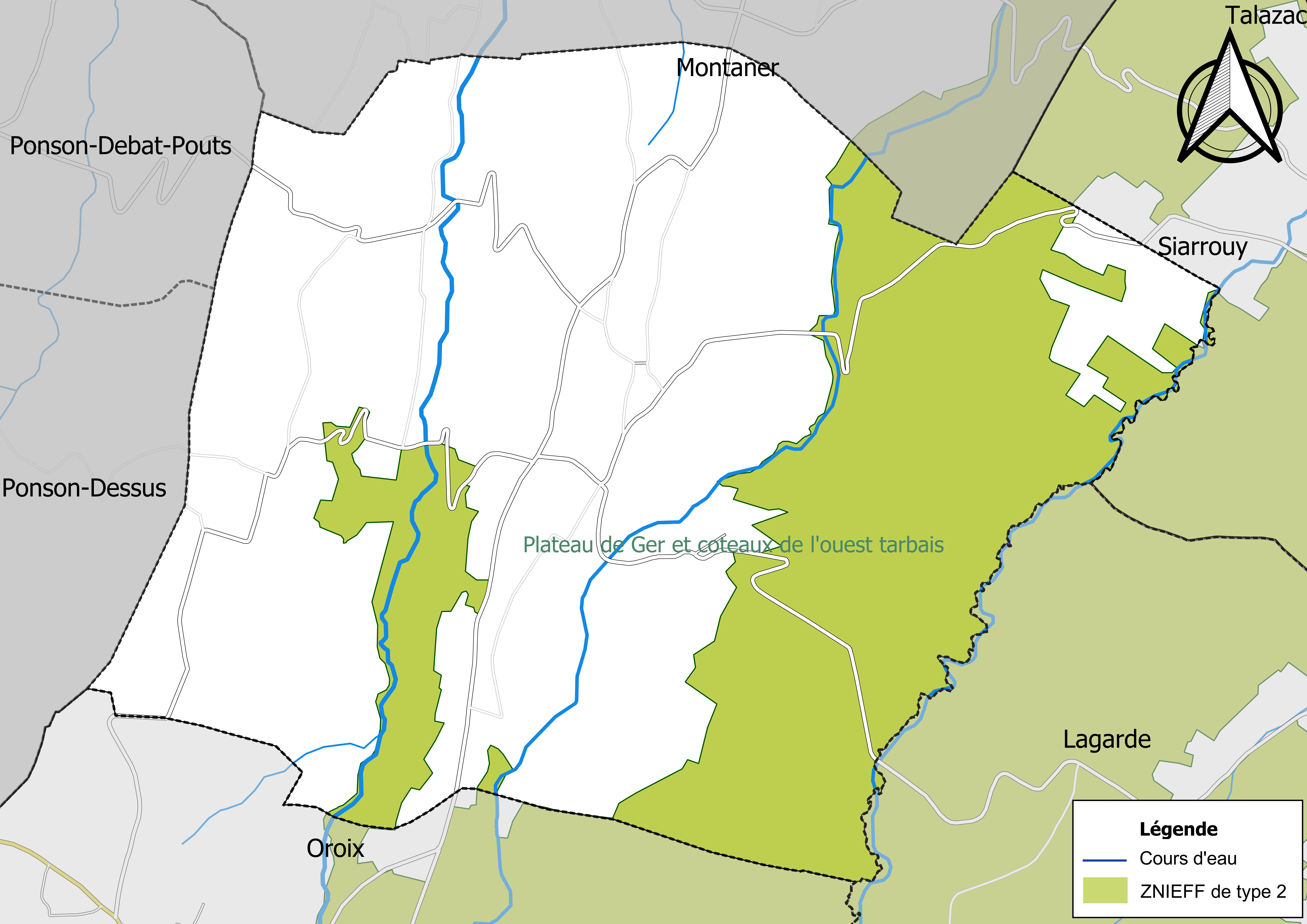
Carte de la ZNIEFF de type 2 sur la commune.

## Urbanisme

### Typologie
Au 1er janvier 2024, Tarasteix est catégorisée commune rurale à habitat très dispersé, selon la nouvelle grille communale de densité à sept niveaux définie par l'Insee en 2022.
Elle est située hors unité urbaine. Par ailleurs la commune fait partie de l'aire d'attraction de Tarbes, dont elle est une commune de la couronne,. Cette aire, qui regroupe 153 communes, est catégorisée dans les aires de 50 000 à moins de 200 000 habitants,.

### Occupation des sols
L'occupation des sols de la commune, telle qu'elle ressort de la base de données européenne d’occupation biophysique des sols Corine Land Cover (CLC), est marquée par l'importance des territoires agricoles (75,7 % en 2018), une proportion identique à celle de 1990 (75,7 %). La répartition détaillée en 2018 est la suivante : terres arables (41,3 %), zones agricoles hétérogènes (30 %), forêts (24,3 %), prairies (4,5 %).
L'IGN met par ailleurs à disposition un outil en ligne permettant de comparer l’évolution dans le temps de l’occupation des sols de la commune (ou de territoires à des échelles différentes). Plusieurs époques sont accessibles sous forme de cartes ou photos aériennes : la carte de Cassini (XVIIIe siècle), la carte d'état-major (1820-1866) et la période actuelle (1950 à aujourd'hui).

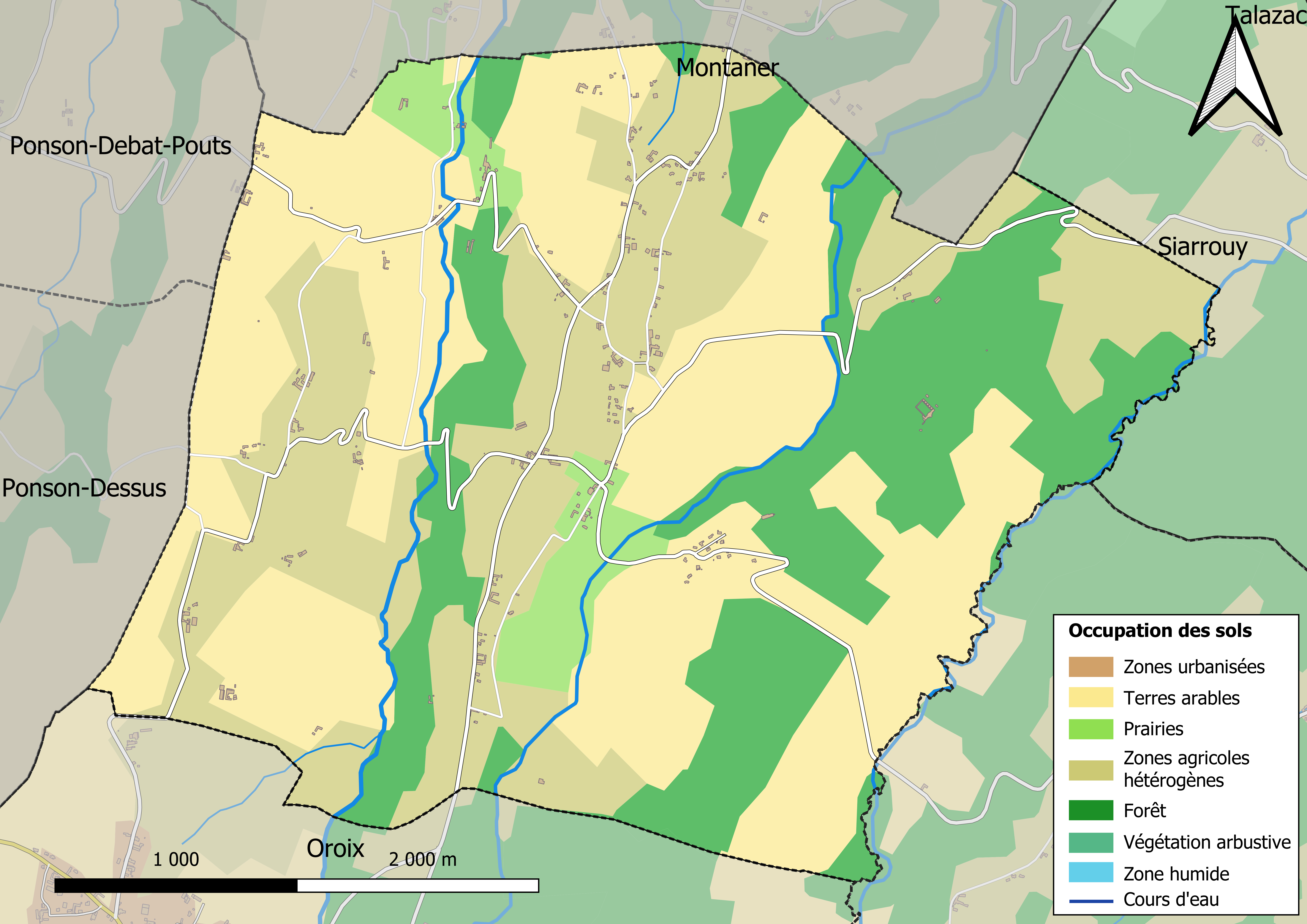
Carte des infrastructures et de l'occupation des sols en 2018 (CLC) de la commune.
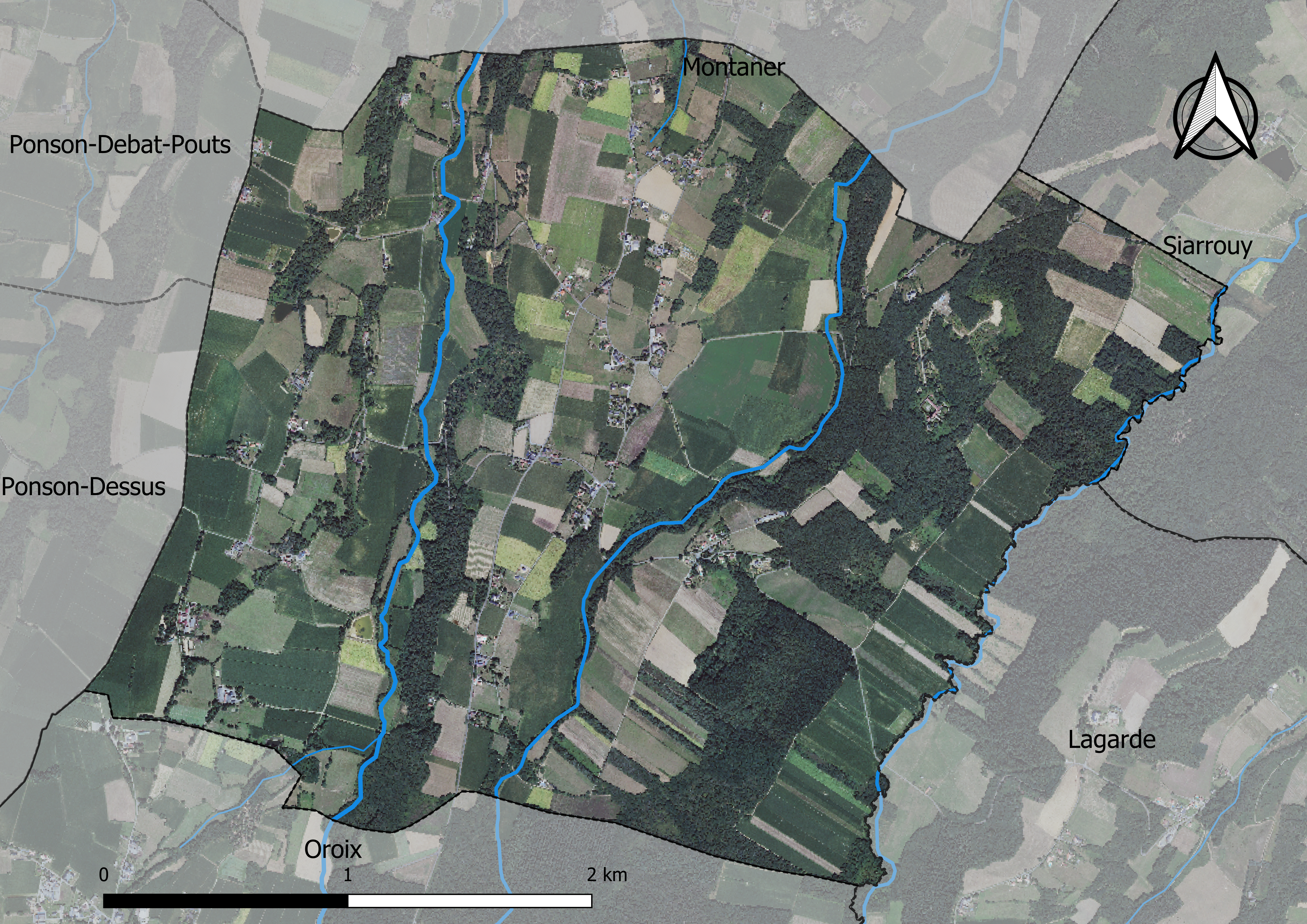
Carte orthophotogrammétrique de la commune.

### Logement
En 2012, le nombre total de logements dans la commune est de 115.
Parmi ces logements, 90,1 % sont des résidences principales, 4,6 % des résidences secondaires et 5,3 % des logements vacants.

### Voies de communication et transports
Cette commune est desservie par les routes départementales D 27 et D 63.

### Risques majeurs
Le territoire de la commune de Tarasteix est vulnérable à différents aléas naturels : météorologiques (tempête, orage, neige, grand froid, canicule ou sécheresse), inondations, mouvements de terrains et séisme (sismicité modérée). Un site publié par le BRGM permet d'évaluer simplement et rapidement les risques d'un bien localisé soit par son adresse soit par le numéro de sa parcelle.
Certaines parties du territoire communal sont susceptibles d’être affectées par le risque d’inondation par débordement de cours d'eau, notamment le Lys, le Géline et le Luzerte. La cartographie des zones inondables en ex-Midi-Pyrénées réalisée dans le cadre du XIe Contrat de plan État-région, visant à informer les citoyens et les décideurs sur le risque d’inondation, est accessible sur le site de la DREAL Occitanie. La commune a été reconnue en état de catastrophe naturelle au titre des dommages causés par les inondations et coulées de boue survenues en 1982, 1999 et 2009,.
Tarasteix est exposée au risque de feu de forêt. Un plan départemental de protection des forêts contre les incendies a été approuvé par arrêté préfectoral le 21 avril 2020 pour la période 2020-2029. Le précédent couvrait la période 2007-2017. L’emploi du feu est régi par deux types de réglementations. D’abord le code forestier et l’arrêté préfectoral du 27 octobre 2014, qui réglementent l’emploi du feu à moins de 200 m des espaces naturels combustibles sur l’ensemble du département. Ensuite celle établie dans le cadre de la lutte contre la pollution de l’air, qui interdit le brûlage des déchets verts des particuliers. L’écobuage est quant à lui réglementé dans le cadre de commissions locales d’écobuage (CLE)

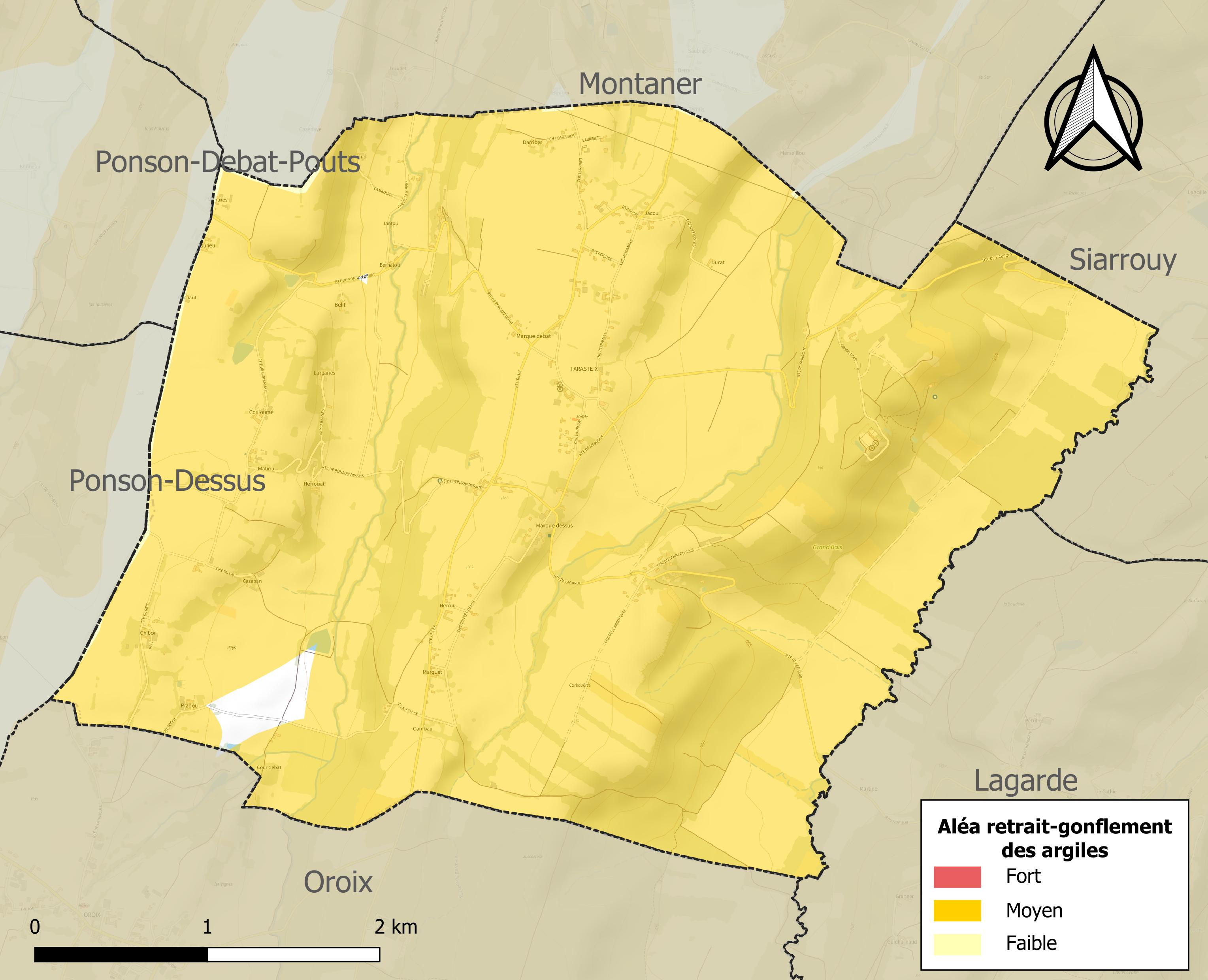
Carte des zones d'aléa retrait-gonflement des sols argileux de Tarasteix.

Les mouvements de terrains susceptibles de se produire sur la commune sont des tassements différentiels.
Le retrait-gonflement des sols argileux est susceptible d'engendrer des dommages importants aux bâtiments en cas d’alternance de périodes de sécheresse et de pluie. 98,6 % de la superficie communale est en aléa moyen ou fort (44,5 % au niveau départemental et 48,5 % au niveau national). Sur les 109 bâtiments dénombrés sur la commune en 2019, 109 sont en aléa moyen ou fort, soit 100 %, à comparer aux 75 % au niveau départemental et 54 % au niveau national. Une cartographie de l'exposition du territoire national au retrait gonflement des sols argileux est disponible sur le site du BRGM,.
Par ailleurs, afin de mieux appréhender le risque d’affaissement de terrain, l'inventaire national des cavités souterraines permet de localiser celles situées sur la commune.
Concernant les mouvements de terrains, la commune a été reconnue en état de catastrophe naturelle au titre des dommages causés par des mouvements de terrain en 1999.

## Toponymie
On trouvera les principales informations dans le Dictionnaire toponymique des communes des Hautes-Pyrénées de Michel Grosclaude et Jean-François Le Nail qui rapporte les dénominations historiques du village :
Dénominations historiques :
- De Tarrastezio, latin (1342, pouillé de Tarbes) ;
- De Tarastexio, latin (1379, procuration Tarbes) ;
- Teresteix, Terestex (1429, censier de Bigorre) ;
- Taratteix (fin XVIIIe siècle, carte de Cassini).

Nom occitan : Tarastèish.

## Histoire
Tarasteix était au Moyen Âge une seigneurie qui ne devait l'hommage à aucun suzerain et qui se considérait donc comme souveraine. Cette seigneurie fut achetée en 1664 par Henri de Montesquiou d'Artagnan.

### Cadastre napoléonien de Tarasteix
Le plan cadastral napoléonien de Tarasteix est consultable sur le site des archives départementales des Hautes-Pyrénées.

## Politique et administration

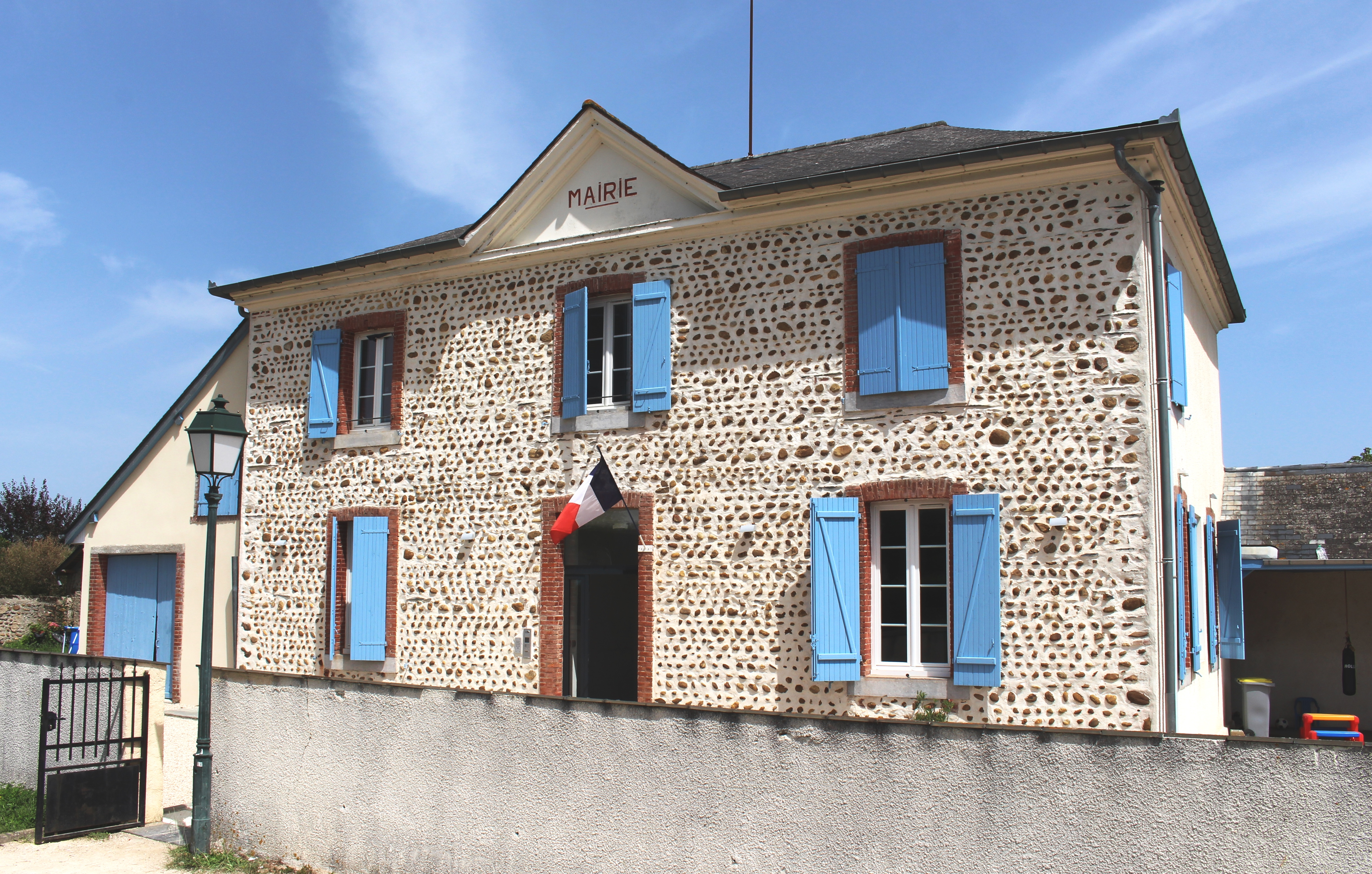
La mairie en 2017.

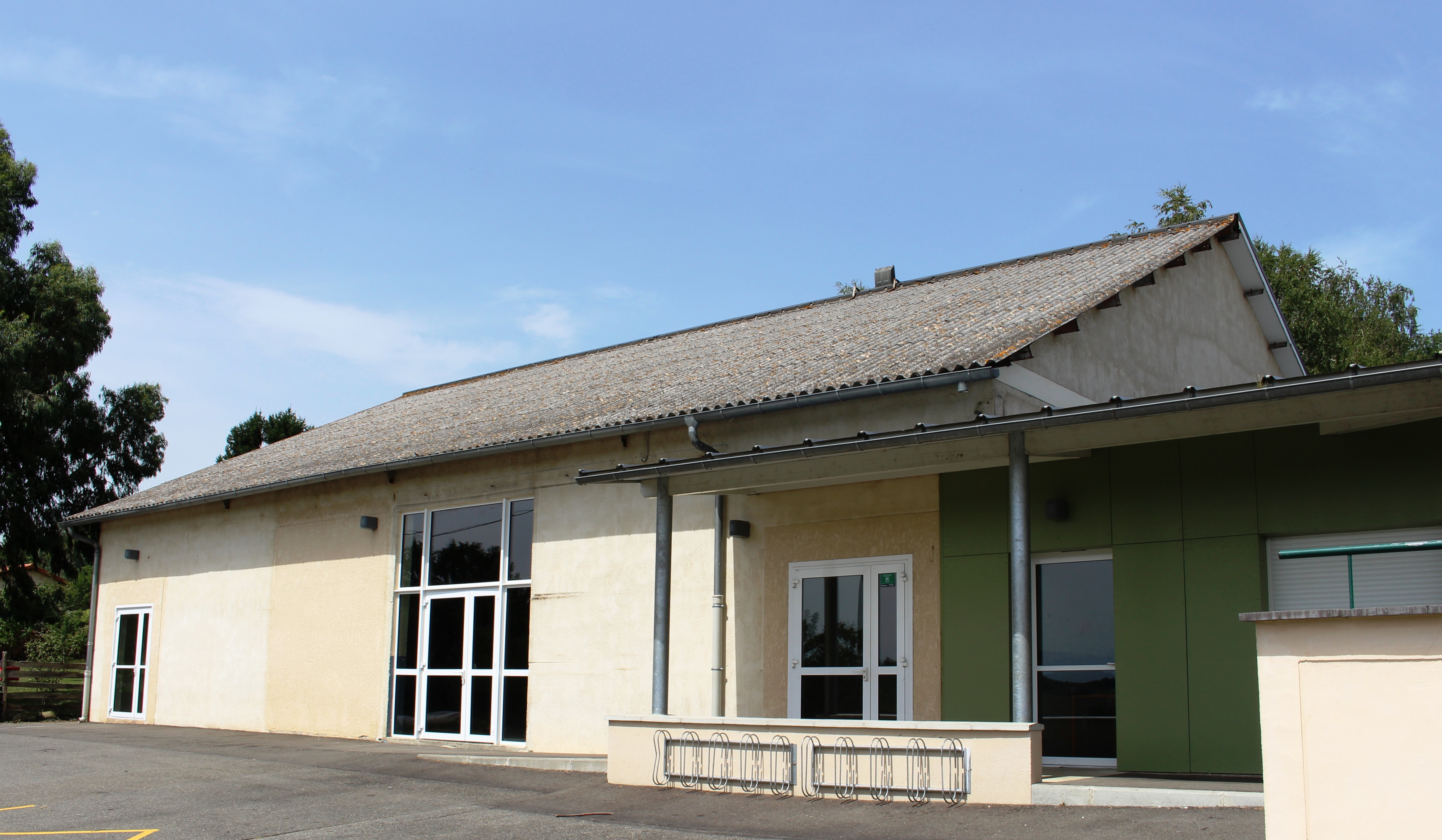
Le foyer rural en 2017.

### Liste des maires
| Période                                  | Période                    | Identité          | Étiquette | Qualité |
| ---------------------------------------- | -------------------------- | ----------------- | --------- | ------- |
| Les données manquantes sont à compléter. |                            |                   |           |         |
|                                          |                            |                   |           |         |
| mars 1995                                | mars 2008                  | Jean Pecassou     |           |         |
| mars 2008                                | septembre 2022 (démission) | Francis Lelaurin  |           |         |
| 2022                                     | En cours                   | Alain Conte Daban |           |         |
|                                          |                            |                   |           |         |

### Rattachements administratifs et électoraux

#### Historique administratif
Souveraineté de Tarasteix, canton de Tarbes puis d'Ibos (1790), Tarbes-Nord (1801), Aureilhan (1973), Bordères-sur-l'Échez en 1982.

#### Intercommunalité
Tarasteix appartient à la communauté de communes Adour Madiran créée en janvier 2017 qui a la particularité de réunir 72 communes de Bigorre et Béarn.

## Population et société

### Démographie

#### Évolution démographique

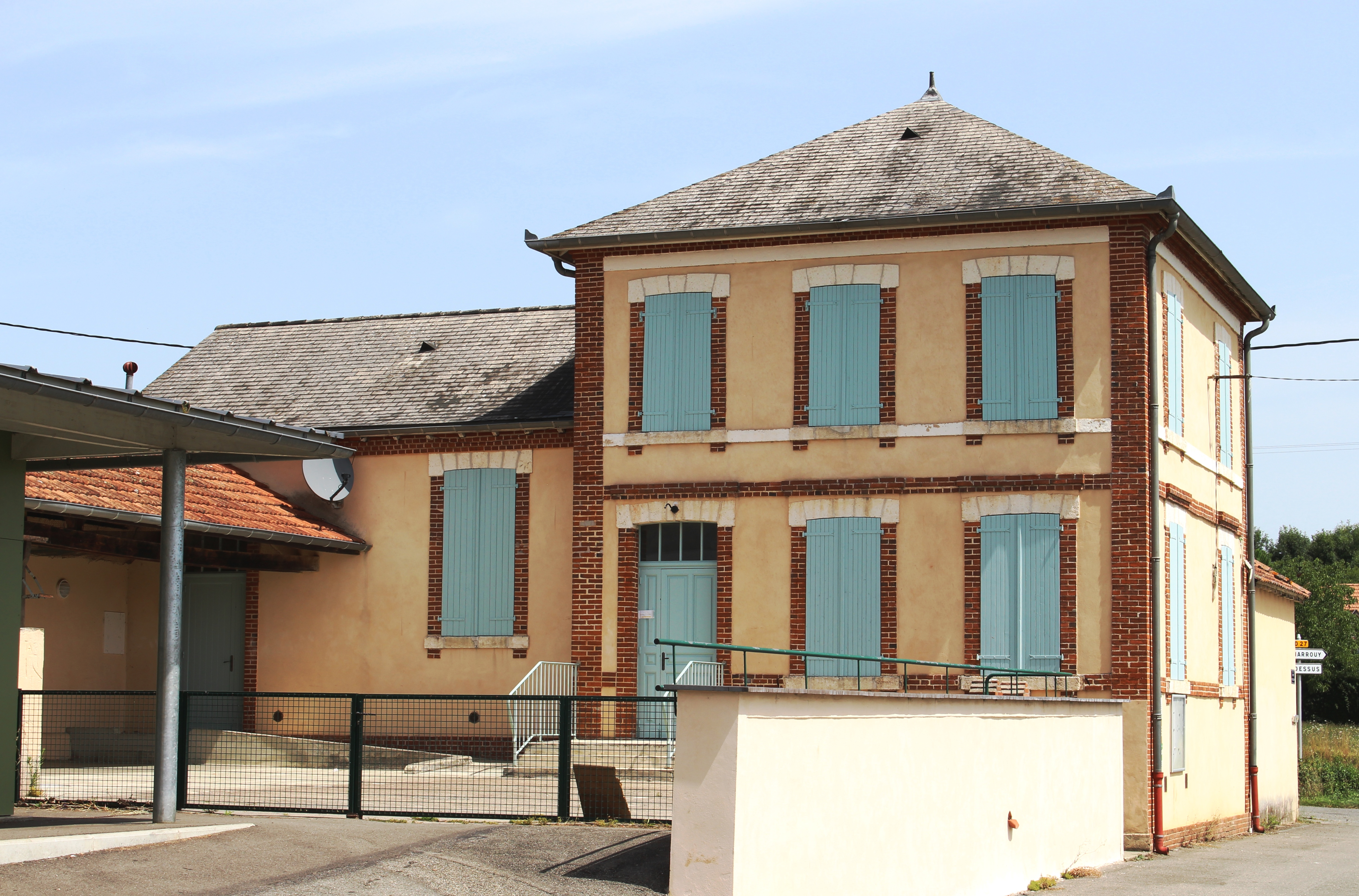
L’ancienne école en 2017.

| 1793 | 1800 | 1806 | 1821 | 1831 | 1836 | 1841 | 1846 | 1851 |
| ---- | ---- | ---- | ---- | ---- | ---- | ---- | ---- | ---- |
| 402  | 350  | 604  | 547  | 572  | 558  | 562  | 558  | 589  |

| 1856 | 1861 | 1866 | 1876 | 1881 | 1886 | 1891 | 1896 | 1901 |
| ---- | ---- | ---- | ---- | ---- | ---- | ---- | ---- | ---- |
| 509  | 448  | 450  | 457  | 440  | 404  | 411  | 407  | 405  |

| 1906 | 1911 | 1921 | 1926 | 1931 | 1936 | 1946 | 1954 | 1962 |
| ---- | ---- | ---- | ---- | ---- | ---- | ---- | ---- | ---- |
| 402  | 404  | 405  | 264  | 259  | 259  | 240  | 214  | 215  |

| 1968 | 1975 | 1982 | 1990 | 1999 | 2006 | 2008 | 2013 | 2018 |
| ---- | ---- | ---- | ---- | ---- | ---- | ---- | ---- | ---- |
| 217  | 211  | 252  | 239  | 229  | 266  | 276  | 262  | 269  |

| 2022 | - | - | - | - | - | - | - | - |
| ---- | - | - | - | - | - | - | - | - |
| 270  | - | - | - | - | - | - | - | - |

### Enseignement
La commune dépend de l'académie de Toulouse. Elle ne dispose plus d'école en 2016.

## Économie

### Revenus
En 2018, la commune compte 105 ménages fiscaux, regroupant 250 personnes. La médiane du revenu disponible par unité de consommation est de 22 220 € (20 420 € dans le département).

### Emploi
|                | 2008  | 2013  | 2018  |
| -------------- | ----- | ----- | ----- |
| Commune        | 4,7 % | 8,2 % | 8 %   |
| Département    | 7,7 % | 9,4 % | 9,8 % |
| France entière | 8,3 % | 10 %  | 10 %  |

En 2018, la population âgée de 15 à 64 ans s'élève à 175 personnes, parmi lesquelles on compte 73,7 % d'actifs (65,7 % ayant un emploi et 8 % de chômeurs) et 26,3 % d'inactifs,. Depuis 2008, le taux de chômage communal (au sens du recensement) des 15-64 ans est inférieur à celui de la France et du département.
La commune fait partie de la couronne de l'aire d'attraction de Tarbes, du fait qu'au moins 15 % des actifs travaillent dans le pôle,. Elle compte 17 emplois en 2018, contre 25 en 2013 et 33 en 2008. Le nombre d'actifs ayant un emploi résidant dans la commune est de 118, soit un indicateur de concentration d'emploi de 14,4 % et un taux d'activité parmi les 15 ans ou plus de 58,7 %.
Sur ces 118 actifs de 15 ans ou plus ayant un emploi, 14 travaillent dans la commune, soit 12 % des habitants. Pour se rendre au travail, 91,5 % des habitants utilisent un véhicule personnel ou de fonction à quatre roues, 0,8 % les transports en commun et 7,6 % n'ont pas besoin de transport (travail au domicile).

## Culture locale et patrimoine

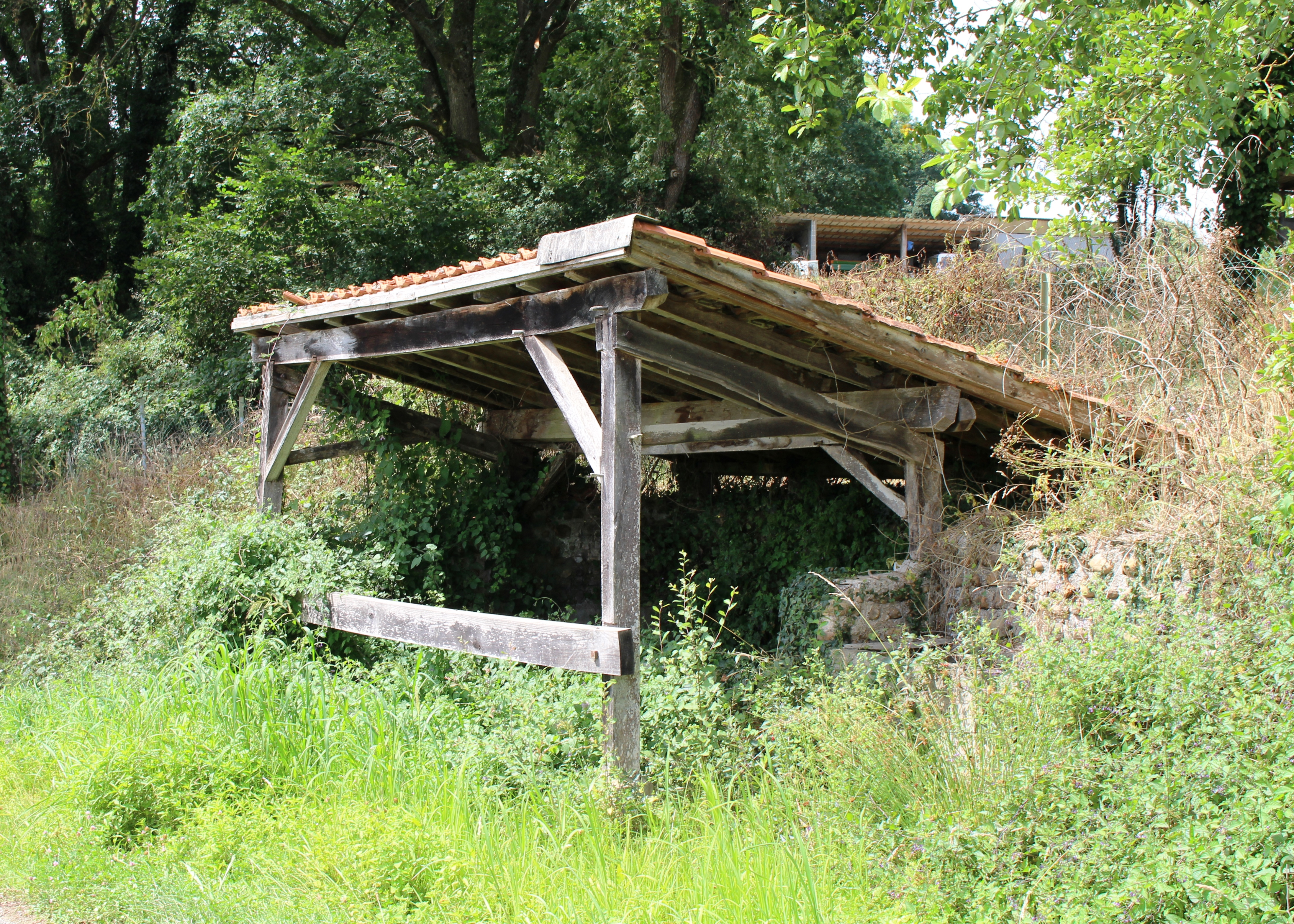
Le lavoir en 2017.

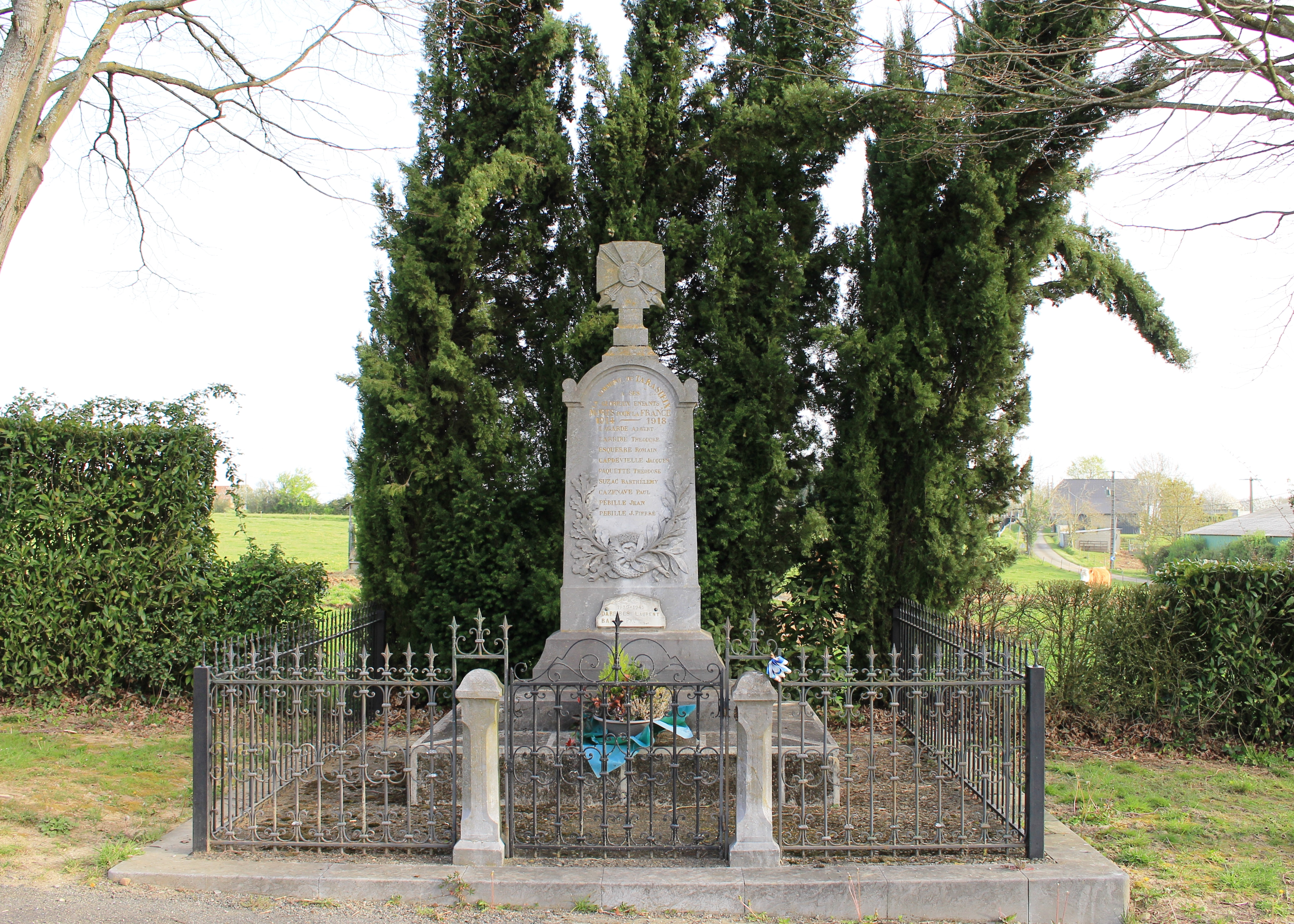
Le monument aux morts municipal.

### Lieux et monuments
- Abbaye Notre-Dame de l'Espérance[35], située à l'est du bourg, fondée au XIXe siècle par Herman Cohen, pianiste et ecclésiastique allemand, devenu le père Augustin (de l'ordre des Carmes déchaux), rénovée par Jean-Claude Mercier.
- Église Exaltation-de-la-Sainte-Croix de Tarasteix.
- Lavoir.

Sélection de vues de l'église Exaltation-de-la-Sainte-Croix en 2017.
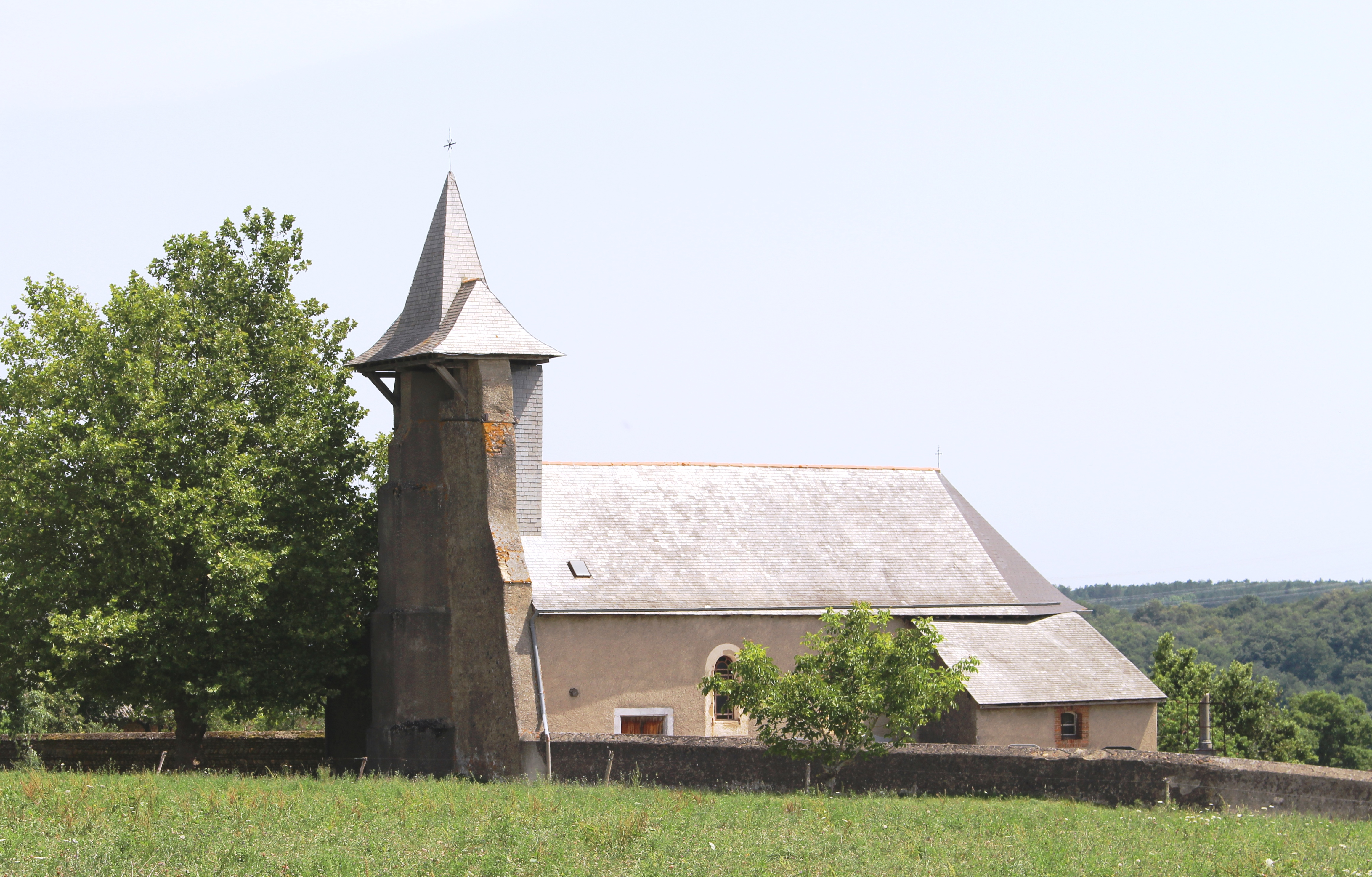
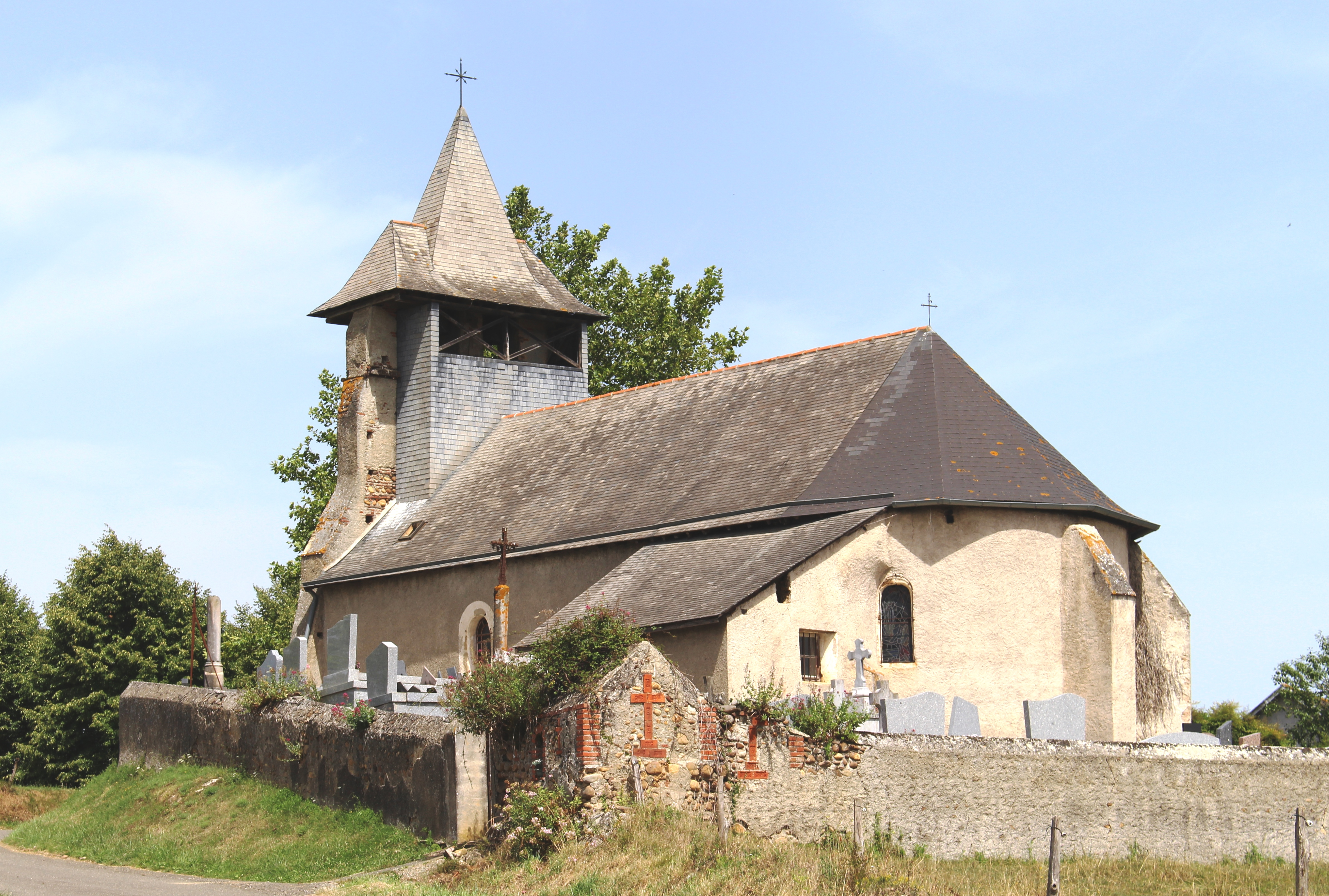

### Personnalités liées à la commune
- Hermann Cohen, religieux carme déchaux fondateur du monastère Notre-Dame-de l'Espérance.

### Héraldique
| Blason de Tarasteix | Blason  | D'azur à la lettre capitale T d'or ; au chef cousu de gueules* chargé d'une croisette adextrée d'une crosse épiscopale et senestrée d'une mitre, le tout d'or. |
| Blason de Tarasteix | Détails | * Ces armes emploient le terme « cousu » dans le seul but de contrevenir à la règle de contrariété des couleurs : elles sont fautives. Utilisé par la commune. |